# Mogano (colore)
Mogano è una gradazione di marrone tendente al rosso. È approssimativamente il colore del legno mogano.